# Edie Sedgwick
Edith Minturn Sedgwick, hay được gọi ngắn gọn là Edie Sedgwick (20 tháng 4 năm 1943 – 16 tháng 11 năm 1971) là người mẫu, diễn viên, nhà hoạt động xã hội người Mỹ. Cô được biết tới nhiều nhất khi làm superstar cho đội hình của Andy Warhol trong những năm 1960. Cô là một đại diện điển hình của "It girl", trong khi tạp chí Vogue từng gọi cô là "Youthquaker".

## Tiểu sử

### Gia đình
Edith sinh ra tại Santa Barbara, California, là con gái của Alice Delano De Forest và Francis Minturn Sedgwick. Cha của cô, Francis, một nhà hoạt động từ thiện và là một nhà điêu khắc, sở hữu một điền trang lớn và đã từng phải trải qua những tháng ngày điều trị giảm áp lực, bác sĩ đã từng khuyên ông không nên có con. Song cuối cùng, gia đình ông đã có tám người con. Edie được đặt tên theo người dì của cha cô là Edith Minturn – người rất nổi tiếng khi được họa sĩ John Singer Sargent vẽ chân dung mình cùng chồng Isaac Newton Phelps Stokes.
Đại gia đình Sedgwick gắn liền với lịch sử của Massachusetts. Cụ cố của họ, Robert Sedgwick, sinh ra tại Anh và là người Quản lý đầu tiên của Vịnh thuộc địa Massachusetts vào năm 1635. Hầu hết gia đình Sedgwick đều được sinh trưởng tại Stockbridge, Massachusetts nơi mà cụ cố của cô là thẩm phán Theodore Sedgwick sống sau Cách mạng Hoa Kỳ. Theodore cưới Pamela Dwight từ dòng họ Dwight danh giá, cháu gái của Abigail (Williams) Dwight, vậy nên Ephraim Williams – người sáng lập ra trường Đại học Williams – cũng là cụ cố của Edie. Theodore Sedgwick chính là người đầu tiên đệ đơn và bảo vệ thành công một nguyên đơn da màu của lịch sử nước Mỹ, Elizabeth Freeman, chiếu theo việc Tuyên bố về Quyền con người của bang Massachusetts đã ghi mọi người sinh ra đều có quyền sống và bình đẳng. Mẹ của Edie là con gái của Henry Wheeler de Forest (chủ tịch của hãng vận tải Southern Pacific Railroad và là hậu duệ của Jessé de Forest, người đã thành lập nên Công ty Tây Ấn Hà Lan tại Tân Amsterdam). Những người khác trong gia đình Sedgwick còn có thể kể tới nhà văn, luật sư Henry Dwight Sedgwick III, bà cố Susanna Shaw – em gái của Robert Gould Shaw, một tướng trong thời kỳ Nội chiến Hoa Kỳ, ông cố Robert Bowne Minturn sở hữu chiếc thuyền Flying Cloud và là một trong những người xây dựng nên Công viên Trung tâm ở New York. Ngoài ra, còn phải kể tới một cụ cố khác trong gia đình cô là William Ellery – một trong những tác giả của Tuyên ngôn độc lập Hoa Kỳ.
Edie cũng là em họ của diễn viên Kyra Sedgwick. Kyra là con của Henry Dwight Sedgwick V, người là con trai của Robert Minturn Sedgwick và là anh ruột của Francis Minturn Sedgwick.
Dù sinh ra trong một gia đình danh giá và giàu có, Edie không có một tuổi thơ hạnh phúc. Các anh em cô đều có mâu thuẫn sâu sắc với cha họ – một người tự cao, ít tình cảm, gia trưởng và bạo lực, thường được họ gọi bằng cái tên "Fuzzy". Chị cả Alice ("Saucie") tuyên bố từ gia đình, còn 2 trong số 3 người anh của cô thậm chí qua đời khi còn rất trẻ: Francis ("Minty"), vốn không chịu được tính cách của người cha, đã tự tử ở một khu điều trị tâm thần vào năm 1964; Robert ("Bobby") cũng phải chịu nhiều vấn đề tâm lý, đã qua đời trong một vụ tai nạn xe máy vào năm 1965. Edie cũng có một mối quan hệ rất khó khăn với cha khi ông có rất nhiều người đàn bà khác nhau. Có lần cô đã bắt gặp ông đang làm tình với một trong những nhân tình của mình. Cô đã rất giận dữ, song Fuzzy đã kể lại rằng cô tưởng tượng ra mọi chuyện. Cũng chính về những vấn đề tâm lý, Edie đã bắt đầu chứng biếng ăn ngay từ khi còn ở tuổi thành niên, rồi sau đó mắc chứng rối loạn ăn uống cho tới suốt cuộc đời.

### Giáo dục
Những đứa trẻ nhà Sedgwick được nuôi nấng tại California. Chúng bắt đầu đi học tại nhà qua việc dạy dỗ của người vú nuôi, và cũng là để cha mẹ dễ kiểm soát hơn. Chúng cũng bị tách biệt khỏi xã hội bên ngoài và điều đó khiến chúng cảm thấy mình thuộc tầng lớp cao hơn mọi người. Tới tận năm 13 tuổi, Edie mới được theo học tại ngôi trường Branson gần San Francisco, nhưng theo lời chị gái Saucie, Edie nhanh chóng bị trả về vì chứng biếng ăn. Năm 1958, cô bé Edie được nhận tại trường Thánh Timothy ở Maryland, song sau đó cũng sớm xin nghỉ học vì chứng bệnh trên.
Mùa thu năm 1962, theo đề nghị của cha Fuzzy, Edie được gửi điều trị tại Bệnh viện Silver Hill ở New Canaan, Connecticut. Theo lời một bệnh nhân có tên Virginia Davis, việc điều trị ở đây vô cùng thoải mái, Edie và bạn thường ra ngoài vào mỗi buổi chiều để vào thành phố mua sắm, chi tiêu tới hàng ngàn $ tại các cửa hàng nơi đây. Vì vậy, gia đình đã buộc phải chuyển cô tới một cơ sở "khép kín" hơn có tên Bloomingdale Insane Asylum ở Quận Westchester, New York, trực thuộc Bệnh viện New York. Tại đây, với những phương pháp đặc biệt, bệnh tình của Edie có nhiều tiến triển. Trước khi ra viện, cô nảy sinh tình cảm với một sinh viên Harvard: cô mang bầu song đã đi phá thai với sự giúp đỡ của mẹ.
Mùa thu năm 1963, Edie được tới Cambridge, Massachusetts theo học điêu khắc với chị họ và nghệ sĩ nổi tiếng Lilian Swann Saarinen, người đã kết hôn với một trong những nhà thiết kế và kiến trúc sư nổi tiếng nhất – Eero Saarinen. Lily sau này nói về Edie: "Cô ấy luôn cảm thấy bất an về đàn ông, cho dù người đàn ông nào cũng đều yêu cô ấy." Trong khoảng thời gian này, cô hay đi tiệc với một nhóm những người bohemia ưu tú theo học tại Havard mà trong đó có cả những người đồng tính.
Sedgwick thực sự cảm thấy bị sốc khi 2 người anh trai của cô qua đời chỉ cách nhau đúng 18 tháng. Minty cũng có một cuộc đời vô cùng phức tạp: anh sớm sử dụng rượu ở tuổi thành niên, rồi ngày một nghiện nặng hơn cả rượu lẫn ma túy. Cuối năm 1963, anh bị suy nhược nghiêm trọng và phải đi cấp cứu tại Bệnh viện Bellevue trước khi bị chuyển tới Silver Hill. Theo lời của người bạn Ed Hennessy, Sedgwick đã nói với anh rằng Minty thực tế đã phát hiện ra cha mình là một kẻ đồng tính, và điều đó khiến Fuzzy nổi giận, từ đó không bao giờ nói chuyện với Minty nữa. Chỉ không bao lâu sau, vào tháng 5 năm 1964, Minty đã treo cổ tại cánh cửa một phòng tắm ở Silver Hill.
Lúc Minty qua đời, Edie đang sống tại New York. Cô sống với bà trẻ tại một căn hộ ở Park Avenue trên phố 71, rồi sau đó cô chuyển ra ở một căn hộ tại East Sixties giữa đường 5 và đường Madison vốn được mẹ cô trang trí nội thất. Cô dấn thân vào các cuộc tiệc tùng và tiêu xài một cách đáng kinh ngạc; theo người bạn Tom Goodwin, cô tiêu tớin hơn 8.000$ chỉ trong vòng có 6 tháng và mua một lượng khổng lồ quần áo, đồ trang sức và mỹ phẩm. Sau khi người "tài xế riêng" làm hỏng chiếc Mercedes mà bố cô tặng, cô bắt đầu chuyển sang thuê limousine, thay đổi hết hãng này sang hãng khác mỗi khi cô hết tài khoản. Cô bắt đầu thử dùng ma túy và được giới thiệu chất LSD qua những bạn ở Cambridge – những người quen biết Timothy Leary và Richard Alpert (2 giáo sư tại Đại học Havard cho rằng LSD có tác dụng làm nhẹ tâm hồn).
Người em út Bobby cũng mắc phải những vấn đề tâm lý nghiêm trọng, và vào cuối năm 1963, chỉ không lâu sau vụ tự sát của Minty, Bobby bắt đầu suy sụp và chị gái Saucie phải đề nghị chuyển cậu tới Bellevue. Song cậu bắt đầu việc tự hủy hoại cơ thể, làm hỏng chiếc xe máy và thường xuyên điều khiển chiếc Harley Davidson ở tốc độ cao mà không đội mũ bảo hiểm. Bobby cũng từng bị từ chối việc tham gia bữa tiệc Giáng sinh của gia đình Sedgwick tại California ngày 31 tháng 12 năm 1964 (theo Saucie, bố Fuzzy cho rằng việc Bobby xuất hiện sẽ làm hỏng không khí của bữa tiệc). Bobby dính chấn thương nghiêm trọng trong một tai nạn xe hơi khi anh bị va mạnh vào một chiếc xe bus trên Đại lộ số 8 tại New York. Anh rơi vào trạng thái vô thức sau đó, rồi qua đời 12 ngày sau ở tuổi 31. Edie đã từng nói với người bạn Gillian Walker rằng cô biết kiểu gì thì Bobby cũng sẽ sớm qua đời và có lẽ sẽ tự sát. Cũng theo quan điểm của Walker, sau hàng loạt thảm họa với gia đình, Edie đã thay đổi khi không còn bộc lộ cảm xúc nữa và quyết định vùi mình vào những bữa tiệc ở New York.
Không lâu sau cái chết của Bobby, Edie bị tai nạn xe hơi tại California và bị gãy chân. Cô sợ rằng người cha của mình sẽ viện cớ này để gửi cô lại khu điều trị tâm thần, vậy nên với sự giúp đỡ của mẹ, cô đã bí mật rời California và quay trở về New York để bình phục.

## The Factory
Tháng 3 năm 1965, Edie lần đầu được tiếp xúc với nghệ sĩ avant-garde Andy Warhol tại căn hộ của Lester Persky. Kể từ đó, cô tham gia thường xuyên với The Factory cùng người bạn thân Chuck Wein. Trong 1 dịp như vậy, Warhol đã quay bộ phim Vinyl, phỏng theo tiểu thuyết A Clockwork Orange. Cho dù dàn diễn viên của Vinyl đều là nam, Warhol vẫn quyết định đưa Sedgwick vào bộ phim. Cô cũng tham gia trong vai phụ ở một bộ phim khác của Warhol có tên Horse khi cô xuất hiện chớp nhoáng ở những cảnh cuối.
Một trong những bộ phim đầu tiên của họ, Poor Little Rich Girl, vốn được Warhol thực hiện nhằm cho một dự án phim dành riêng cho Sedgwick mang tên The Poor Little Rich Girl Saga, bao gồm bộ phim trên cùng Restaurant và Face and Afternoon. Quá trình quay phim của Poor Little Rich Girl được bắt đầu vào tháng 3 năm 1965 ngay tại căn hộ của Sedgwick. Cảnh quay thực đầu tiên chính là cảnh Sedgwick thức giấc, dùng cà phê và nước cam rồi ngồi trang điểm với duy nhất một ca khúc của Everly Brothers làm nhạc nền.
Ngày 30 tháng 4 năm 1965, Warhol đem Sedgwick, Chuck Wein và Gerard Malanga trong buổi khai mạc triển lãm tại phòng tranh Sonnabend Gallery ở Paris. Khi quay lại New York, ông có yêu cầu biên kịch Ronald Tavel viết cho Sedgwick "một thứ gì đó bếp núc – thứ gì đó trắng, sạch và giàu tính tạo hình." Yêu cầu của Warhol cũng là để cho bộ phim Andy Warhol: A Documentary Film thực hiện bởi Ric Burns. Chẳng bao lâu, thành quả có được là bộ phim Kitchen với sự tham gia của Sedgwick, Rene Ricard, Roger Trudeau, Donald Lyons và Elecktrah. Sau Kitchen, Chuck Wein thay thế Tavel trong việc đạo diễn và viết kịch bản bộ phim Beauty No. 2 mà Sedwick vào vai cùng Gino Piserchio. Bộ phim được công chiếu lần đầu vào ngày 17 tháng 7 tại rạp chiếu của hãng Film-Makers ở Astor Place Playhouse.
Phim mà Warhol sản xuất không có những thành công thương mại, và nhìn chung chỉ được chiếu trong phạm vi của The Factory, nhưng vai trò của Sedgwick ngày một lớn, và nhiều kênh truyền thông bắt đầu để ý tới việc cô tham gia ngày một nhiều hơn trong các bộ phim trái lề của Warhol, cùng với đó là phong cách thời trang kỳ lạ của cô. Cũng trong quãng thời gian này, Sedwick đã xây dựng nên hình ảnh "thương hiệu": áo nịt đen, quần chẽn ngắn và khuyên tai lớn. Cô cũng cắt tóc ngắn và nhuộm mái tóc nâu của mình có ánh kim, gần giống với màu bộ tóc giả của Warhol. Warhol đưa cô vào trong Superstar và họ vẫn thường được chụp hình chung trong rất nhiều sự kiện.
Cũng trong năm 1965, Sedgwick và Warhol còn thực hiện vài bộ phim nữa, bao gồm Outer and Inner Space, Prison, Lupe và Chelsea Girls. Tuy nhiên, tới cuối năm, mối quan hệ giữa họ đột nhiên xấu đi, và Sedgwick đề nghị Warhol không làm phim cho cô nữa. Cô yêu cầu phần quay cảnh có cô trong Chelsea Girls phải được thay thế bởi Nico với đèn chiếu và nhạc nền của The Velvet Underground. Phần chỉnh sửa cắt ghép này được tổng hợp sau đó trong bộ phim Afternoon.
Lupe thường được coi là bộ phim cuối cùng của Sedgwick thực hiện cùng Warhol. Sau này cô còn tham gia quay bộ phim The Andy Warhol Story cùng Rene Ricard vào năm 1966. Đây cũng là một bộ phim không được phát hành và chỉ được lưu hành trong nội bộ The Factory. Rene Ricard trong phim vào vai Andy Warhol. Tới nay bộ phim này đã bị thất lạc, hoặc đã bị hủy.

## Bob Dylan và Bob Neuwirth
Theo hoạt động của nhóm Andy Warhol, Edie thường được nghỉ tại khách sạn Chelsea Hotel, nơi mà cô được làm quen và tiếp xúc với Bob Dylan. Những người bạn của Dylan thường thuyết phục cô ký hợp đồng với Albert Grossman, người quản lý của anh. Mối quan hệ giữa Dylan và Sedgwick chỉ chấm dứt khi cô biết được anh đã bí mật kết hôn với Sara Lownds qua lời của Warhol trong một bữa tiệc tại nhà hàng Gingerman Restaurant tháng 2 năm 1966.
Theo Paul Morrissey, Sedgwick từng nói: "Mấy người họ [bạn của Dylan] muốn làm phim và muốn tôi thủ vai chính cùng Bobby [Dylan]. Đột nhiên, có cả Bobby này và Bobby nọ, và họ nhận ra rằng cô ấy đang để ý tới anh ta. Họ nghĩ rằng anh ta cuốn hút cô ấy, cho tới cái ngày khi mà Andy nghe qua lời của luật sư tại văn phòng của mình rằng Dylan đã bí mật kết hôn từ vài tháng trước – với Sara Lownds vào tháng 11 năm 1965... Andy không thế không hỏi: "Này Edie, cô có biết rằng Dylan đã kết hôn rồi không?" Cô ấy rùng mình. Họ nhận ra rằng cô ấy từng muốn dấn thân vào mối quan hệ nghiêm túc với Dylan, và giờ điều đó cho thấy rằng anh ta không phải là người chân thực."
Tháng 12 năm 2006, chỉ vài tuần trước khi phát hành bộ phim Factory Girl, hãng Weinstein Company và các nhà sản xuất đã phỏng vấn anh trai của Edie, Jonathan, người nói rằng Edie đã từng kể với anh việc cô phải phá thai đứa con của cô với Dylan. Jonathan Sedgwick, một cựu thiết kế hàng không, đã bay từ Idaho to New York để gặp diễn viên Sienna Miller, người vào vai em gái anh, cùng với đó là dành tới 8 giờ phỏng vấn để kể chi tiết về những điều chưa được biết tới về mối quan hệ giữa Edie và Dylan – những thông tin sau đó được nhà sản xuất công bố với truyền thông. Jonathan nói rằng việc phá thai của cô là từ sự kiện "Edie bị thương nặng trong một vụ tai nạn xe máy và buộc phải cấp cứu. Các bác sĩ đã chỉ định cô đến bệnh viện điều trị tâm thần nhằm tránh việc lạm dụng ma túy." Không có một hồ sơ bệnh án hay lời thừa nhận nào từ gia đình Sedgwick nhằm khẳng định lại câu chuyện trên. Mặt khác, Jonathan cũng kể thêm: "Đội ngũ y tế biết rằng cô ấy có thai, song vì sợ những ảnh hưởng xấu từ chứng biếng ăn cũng như việc sử dụng ma túy của cô mà họ đã quyết định thuyết phục cô phá thai." Tuy nhiên, theo bác sĩ riêng của cô và cũng theo lời tự sự về cuộc đời mình mà cô thu không lâu sau khi quay bộ phim cuối cùng Ciao! Manhattan thì cô chỉ có duy nhất 1 lần phá thai vào năm 1963 ở tuổi 20.
Trong năm 1966, Edie còn có mối quan hệ thân thiết khá ồn ào với người bạn của Dylan là Bob Neuwirth. Cũng trong khoảng thời gian này, cô bắt đầu sử dụng nhiều hơn barbiturate. Cho dù lạm dụng ma túy, Sedgwick lại chưa từng sử dụng heroin. Tới năm 1967, không thể chấp nhận được tính khí thất thường và việc cô dùng quá nhiều ma túy, Neuwirth chủ động chia tay với Sedgwick.

## Những năm cuối và cái chết
Edie được mời đi thử vai cho bộ phim The Deer Park của đạo diễn lừng danh Norman Mailer, song ông cho rằng "cô ấy không thật sự xuất sắc... Cô ấy tự áp đặt mình vào từng dòng kịch bản tới mức chúng tôi dễ dàng nhận ra là phải từ chối cô ấy chỉ sau 3 lần thử vai."
Tháng 4 năm 1967, Sedgwick bắt đầu ghi hình bộ phim Ciao! Manhattan – một bộ phim trái lề nữa. Sau vài cảnh tại New York, 2 đạo diễn John Palmer và David Weisman tiếp tục hoàn chỉnh bộ phim trong suốt 5 năm sau. Sức khỏe của Sedgwick nhanh chóng suy sụp sau chuyến đi thăm gia đình ở California, dẫn tới việc phải đi điều trị thường xuyên. Tháng 8 năm 1969, cô bị đưa tới bệnh viện Cottage Hospital để điều trị tâm thần sau khi bị bắt vì sử dụng ma túy tại một bốt điện thoại. Tại đây, cô gặp phu quân tương lai của mình, Michael Brett Post. Cô còn phải vào viện 1 lần nữa vào mùa hè năm 1970, nhưng được cho điều trị tại ngoại tại nhà của đạo diễn John Palmer cùng vợ Janet dưới sự quản lý của bác sĩ. Sau khi hoàn thiện Ciao! Manhattan với câu chuyện về mình, Sedgwick tiến hành thu âm một cuốn băng tự sự về cuộc đời bản thân, sau này được Weisman và Palmer xin phép đưa làm một phần cho bộ phim.
Sedwick kết hôn với Michael Brett Post ngày 24 tháng 7 năm 1971. Vì anh mà cô bắt đầu giảm việc sử dụng ma túy và chứng nghiện rượu. Mọi chuyện vẫn diễn ra tốt đẹp cho tới tháng 10, khi có những vấn đề sức khỏe khiến cô cần phải nhờ tới một số loại thuốc. Cô được giám sát bởi bác sĩ Wells, một người sử dụng barbiturate trong điều trị, nhưng cô lại yêu cầu cần nhiều hơn định lượng (hoặc là cô đã nói dối rằng cô làm mất lượng thuốc đã đưa để được cấp nhiều hơn) và thường uống thuốc với rượu. Không lâu sau cô trở nên phụ thuộc vào các loại dược phẩm này. Mỗi tối cô phải uống tới 300 mg Methaqualone và 2 viên nén Tuinal, cùng với đó là rượu và có thể là nhiều loại ma túy mà không ai biết được.
Đêm ngày 25 tháng 11 năm 1971, Sedgwick có đi xem một buổi diễn thời trang tại Bảo tàng Santa Barbara, vốn để quay một cảnh cho bộ phim An American Family. Sau buổi diễn, cô có tham dự bữa tiệc mà tại đó, theo chồng và em rể cô, một gã say rượu đã liên tục quấy rầy bằng cách nói về heroin và việc gia đình cô sẽ tan vỡ. Sedgwick gọi điện cho Post, anh tới bữa tiệc và thấy cô đang bị choáng váng nặng nề. Họ cùng nhau trở về nhà vào khoảng 1 giờ sáng. Trên đường trở về, cô nói với chồng về những dự cảm xấu về cuộc hôn nhân. Trước khi đi ngủ, Post có để cho Sedgwick những loại thuốc đã được chỉ định. Anh kể lại rằng cô đã thiếp đi rất nhanh, song nhịp thở thì "rất tệ, như kiểu có một cái hang trong phổi cô ấy vậy", song anh cũng nhớ rằng cô đã hút thuốc rất nhiều trước khi ngủ.
Khi Post thức giấc vào lúc 7.30 sáng, Sedgwick đã qua đời. Những báo cáo đã ghi lại rằng cái chết của cô thuộc dạng "không xác định/tai nạn/tự sát". Giấy chứng tử được hoàn tất vào lúc 9.20 và ghi nguyên nhân "có lẽ bị ngộ độc do quá liều barbiturate" do ngộ độc ethanol. Lượng cồn trong máu của Sedgwick được ghi 0.17% và lượng barbiturate là 0.48 mg%. Cô ra đi ở tuổi 28.
Edie không được hỏa táng tại Sedgwick Pie của dòng họ mà tại nghĩa trang Oak Hill ở Ballard, California. Bia mộ có dòng chữ "Edith Sedgwick Post – Wife of Michael Brett Post 1943–1971". Mẹ cô, Alice Sedgwick cũng được hỏa táng và chôn cất kế bên vào năm 1988.

## Ảnh hưởng tới văn hóa đại chúng
Sedgwick xuất hiện nhiều trong các tác phẩm văn hóa và là niềm cảm hứng cho nhiều sáng tác nghệ thuật. 2 ca khúc "Just Like a Woman" và "Leopard-Skin Pill-Box Hat" trong Blonde on Blonde (1966) của Bob Dylan đều được viết trực tiếp về Sedgwick. Ca khúc huyền thoại, "Like a Rolling Stone", cũng được đồn đoán lấy cảm hứng từ cô. Ca khúc "Femme Fatale" của ban nhạc The Velvet Underground trích từ album đầu tay của họ, cũng được sáng tác theo hình tượng Sedgwick. Nhóm Edie Brickell & the New Bohemians viết ca khúc "Little Miss S" cho album Shooting Rubberbands at the Stars (1988) về những năm của Sedgwick ở New York. Năm 1989, ban nhạc The Cult cho phát hành đĩa đơn "Edie (Ciao Baby)" quảng bá cho album Sonic Temple, đạt vị trí số 17 tại Billboard. Nhóm Dream Academy cũng từng thu ca khúc "Girl in a Million (for Edie Sedgwick)" cho mặt B đĩa đơn "The Love Parade" (1985) của họ.
Trong những năm 1980, Warren Beatty mua lại những câu chuyện về cô và dự định thực hiện bộ phim với Molly Ringwald thủ vai chính. Bộ phim cũng bị đồn đoán mang tên The War at Home được quay dựa trên cuộc sống của Edie những năm ở The Factory với Linda Fiorentino vào vai Sedgwick và phỏng theo một câu chuyện hư cấu của John Byrum về một chàng trai quá si mê cô. Tuy nhiên cuối cùng không có một sản phẩm nào được sản xuất.. Năm 1991, Oliver Stone cho ra mắt bộ phim The Doors với Jennifer Rubin trong vai Sedgwick. Năm 2002, trong bộ phim Igby Goes Down, nhân vật Rachel được gọi là một "Edie Sedgwick" khi mặc chiếc váy giống hệt cô suốt cả bộ phim. Bộ phim Closer (2004) của đạo diễn Mike Nichols được coi là bộ phim tái hiện lại mối quan hệ giữa Warhol và Sedgwick với nữ diễn viên nổi tiếng Natalie Portman thủ vai chính.
Sienna Miller cũng vào vai Sedgwick trong bộ phim Factory Girl của đạo diễn George Hickenlooper, phát hành vào năm 2006. Trong bộ phim này, Guy Pearce vào vai Warhol như người đã dẫn dắt Sedgwick vào trầm cảm và việc lạm dụng ma túy. Hayden Christensen vào vai "Billy Quinn", một nhân vật có nhiều nét tương đồng với Dylan (cuối năm 2006, Dylan dọa sẽ kiện khi cho rằng bộ phim đã quy kết anh cho việc khiến Sedgwick qua đời). Michael Post, chồng của cô, xuất hiện trong vai tài xế ở những cảnh cuối bộ phim.
Một vở kịch broadway có tên Andy & Edie (2004) được viết bởi Peter Braunstein và được trình diễn trong 10 ngày. Diễn viên Misha Moore, người vào vai Sedgwick, bị nghi ngờ chính là cháu của cô. Theo yêu cầu của gia đình Sedgwick, tờ New York Times sau đó phải đưa ra lời đính chính.
Trong bộ phim năm 2007, I'm Not There, nói về cuộc đời Bob Dylan, Michelle Williams được vào vai một nhân vật tưởng tượng mang tên Coco Rivington và có quan hệ tình cảm với Jude Quinn (nhân vật vốn được xây dựng theo Dylan những năm 1965–66). Rivington dựa nhiều trên hình tượng Sedgwick.

## Phim
- Kitchen (1965)
- Beauty No. 2 (1965)
- Space (1965)
- Screen Test No.1 (1965)
- Screen Test No.2 (1965)
- Vinyl (1965)
- Restaurant (1965)
- Poor Little Rich Girl (1965)
- Outer and Inner Space (1965)
- Chelsea Girls (1966)
- **** hay còn gọi là The Four Star Movie (1967-1968)
- Diaries, Notes and Sketches (1969)
- Ciao! Manhattan (1972)